# Nachiczewańska Republika Autonomiczna
Nachiczewańska Republika Autonomiczna (azer. Naxçıvan Muxtar Respublikası) – republika autonomiczna w składzie Azerbejdżanu, o powierzchni 5500 km², stanowiąca eksklawę tego państwa oddzieloną przez terytorium Armenii. Graniczy z Armenią na północy i wschodzie (246 km), Iranem na południu i zachodzie (204 km) oraz Turcją na zachodzie (11 km). Jej stolicą jest Nachiczewan. Według stanu na 1 stycznia 2024 republikę zamieszkiwało 468,6 tys. osób.

## Historia
9 lutego 1924 proklamowano Nachiczewańską Autonomiczną Socjalistyczną Republikę Radziecką (NASRR) wchodzącą w skład Azerbejdżańskiej Socjalistycznej Republiki Radzieckiej (ASRR).
W Nachiczewanie urodził się Heydər Əliyev, prezydent Azerbejdżanu w latach 1993–2003.
20 stycznia 1990 r. Rada Najwyższa Nachiczewańskiej ASRR wydała deklarację stwierdzającą zamiar odłączenia się Nachiczewanu od ZSRR w ramach protestu przeciwko działaniom Związku Radzieckiego podczas Czarnego Stycznia. Irańska Agencja Prasowa IRNA poinformowała, że po uzyskaniu niepodległości Nachiczewan zwrócił się do Turcji, Iranu i Organizacji Narodów Zjednoczonych o pomoc. Była to pierwsza część Związku Radzieckiego, która ogłosiła niepodległość, wyprzedzając deklarację Litwy zaledwie o kilka tygodni. Następnie Nachiczewan uzyskał niepodległość od Moskwy i Baku, ale został przejęty przez klan Hejdara Alijewa. Powrócił on do swojego rodzinnego Nachiczewanu w 1990 r. po tym jak został odsunięty od stanowiska w Biurze Politycznym przez Michaiła Gorbaczowa w 1987 r. Niedługo po powrocie do Nachiczewanu Alijew został wybrany do Rady Najwyższej zdecydowaną większością głosów. Następnie zrezygnował z KPZR, a po nieudanym zamachu stanu przeciwko Gorbaczowowi w sierpniu 1991 r. wezwał do całkowitej niepodległości Azerbejdżanu. Pod koniec 1991 r. Alijew skonsolidował swoją bazę władzy jako przewodniczący Rady Najwyższej Nachiczewanu i zapewnił Nachiczewanowi szeroką autonomię.

## Podział administracyjny

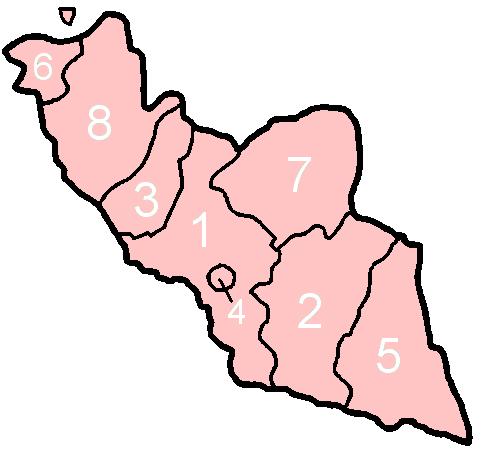
Podział administracyjny Nachiczewańskiej Republiki Autonomicznej: 1 – Babək rayonu, 2 – Culfa rayonu, 3 – Kəngərli rayonu, 4 – Nachiczewan, 5 – Ordubad rayonu, 6 – Sədərək rayonu, 7 – Şahbuz rayonu, 8 – Şərur rayonu

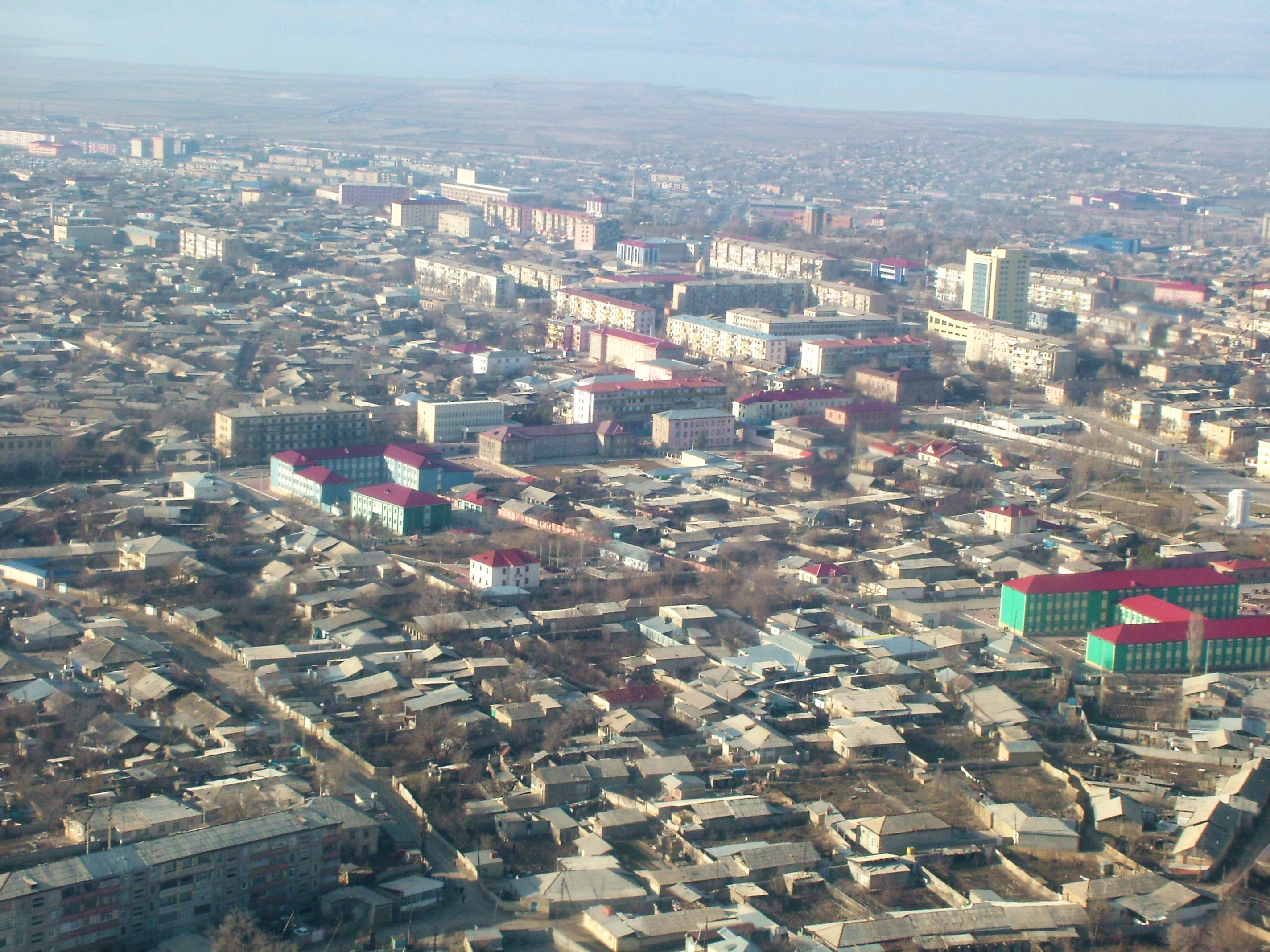
Nachiczewan z lotu ptaka

Nachiczewańska Republika Autonomiczna obejmuje siedem rejonów (azer. rayon): Babək, Culfa, Kəngərli, Ordubad, Sədərək, Şahbuz i Şərur i jedno miasto wydzielone Nachiczewan.
| Jednostka administracyjna | Powierzchnia (km²) | Liczba ludności (tys.) | Gęstość zaludnienia (os/km²) |
| ------------------------- | ------------------ | ---------------------- | ---------------------------- |
| Babək rayonu              | 830                | 77,8                   | 94                           |
| Culfa rayonu              | 930                | 48,0                   | 52                           |
| Kəngərli rayonu           | 700                | 33,5                   | 48                           |
| Nachiczewan               | 190                | 97,2                   | 512                          |
| Ordubad rayonu            | 980                | 50,7                   | 52                           |
| Sədərək rayonu            | 220                | 23,0                   | 105                          |
| Şahbuz rayonu             | 840                | 25,4                   | 30                           |
| Şərur rayonu              | 810                | 113,0                  | 140                          |

Do rejonu Sədərək należy azerbejdżańska enklawa na terenie Armenii – wieś Kərki, w 1990 zajęta przez Armenię.